# کینگا فلیپس
کینگا فلیپس (به انگلیسی: Kinga Philipps) (زاده ۱۶ اوت ۱۹۷۶) بازیگر ، روزنامه‌نگار لهستانی -آمریکایی است.
از فیلم‌های معروف او می‌توان به بازی در فیلم آستین پاورز: در عضو طلایی اشاره کرد.